# Стереотаксис

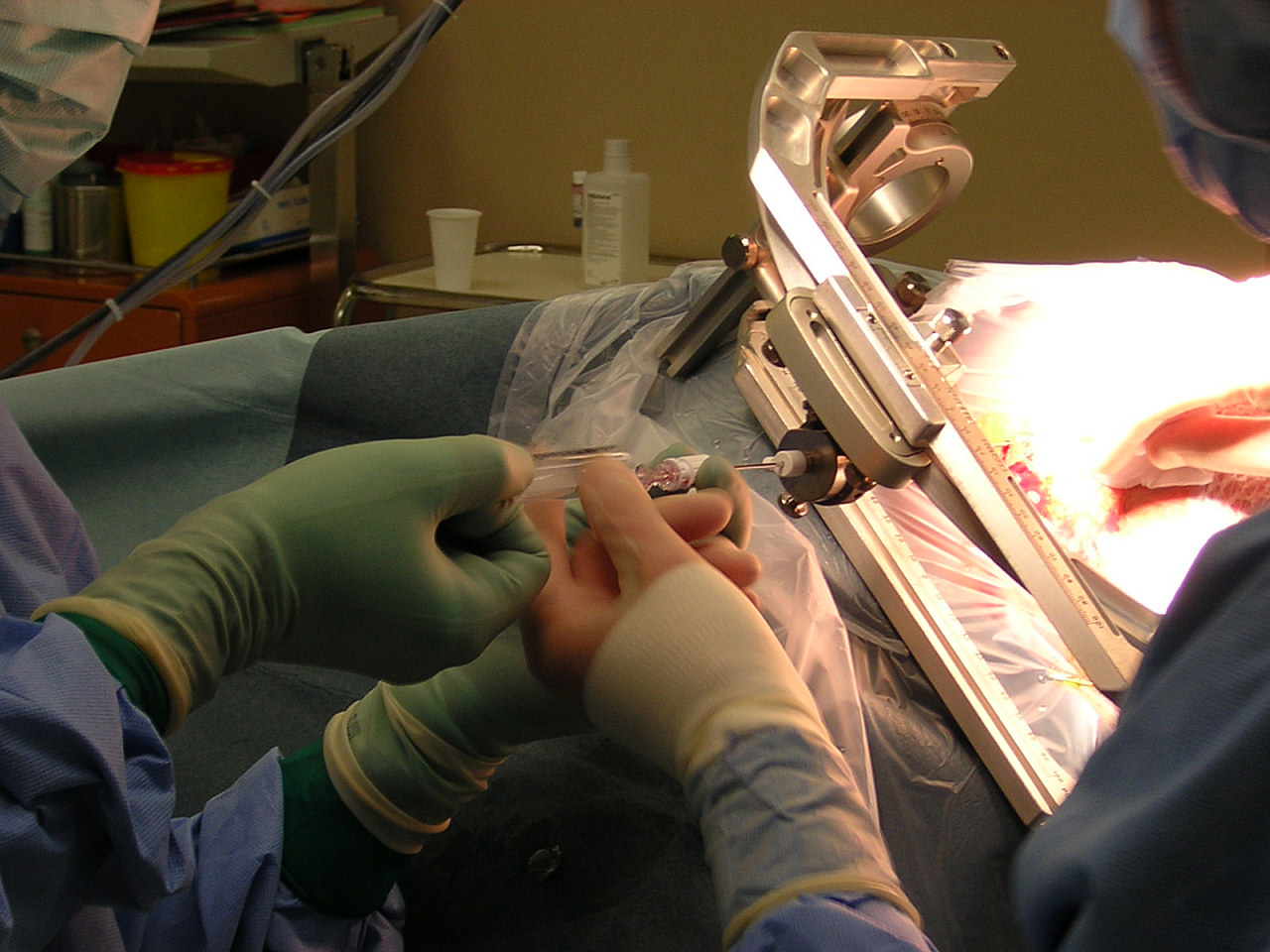
Биопсия мозга при помощи стереотаксиса. Маленькая часть опухоли взята через иглу вакуумной системы. Рамка вокруг головы пациента гарантирует правильное направление к цели (макс. ошибка : ~1 мм).

Стереотаксическая хирургия (или стереотаксис, от греч. движущийся в пространстве) является малоинвазивным методом хирургического вмешательства, когда доступ осуществляется к целевой точке внутри тела или толщи тканей какого-либо органа с использованием пространственной схемы по заранее рассчитанным координатам по трехмерной декартовой системе координат.
В современной хирургии стереотаксис применяется главным образом в нейрохирургии головного мозга, когда требуется исключительная точность доставки инструмента хирургического воздействия (биопсии, деструкции или стимуляции) в заранее определенную зону сквозь толщу мозга без опасности повреждения критических для здоровья и жизни пациента структур.
Метод стереотаксиса был изобретен в 1908 году двумя исследователями из Лондонской Университетской клиники нейрохирургом сэром Виктором Горслеем и инженером Робертом Х. Кларком. Аппарат Хорсли-Кларка применялся для экспериментальных операций на животных (доступ к зубчатому ядру у обезьян) и использовал для расчета трехмерную систему координат. Усовершенствованный в 1930-м году аппарат Хорсли-Кларка был признан стандартом стереотаксиса для экспериментальных операций на животных и по сей день применяется во многих лабораториях по исследованиям функции центральной нервной системы.
Использование аппарата Хорсли-Кларка для операций на мозге человека было сопряжено с рядом трудностей. Причиной тому служит большая вариабельность соответствий между формой черепа и геометрией головного мозга. Использование точек-ориентиров только на анатомических образованиях черепа давало значительную погрешность метода. Однако использование контрастной радиографии мозга (см. также: пневмоэнцефалограмма, вентрикулография) стало возможным определять точки-ориентиры в толще ткани мозга. Первые операции на головном мозге человека проводились по маркерным точкам, в качестве которых выступали шишковидная железа и отверстие Монро. Позднее к ним добавились передняя и задняя щели, которые стали наиболее часто используемыми ориентирами.